# Europa neolítica

Mapa que mostra les expansions neolítiques del mil·lenni VII al mil·lenni V aC, inclosa la cultura de la ceràmica cardial en blau.

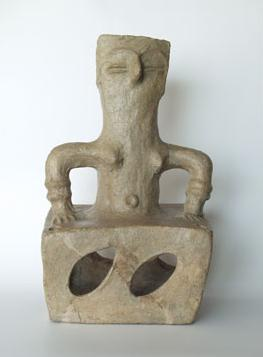
Figura femenina de Tumba Boigžari, Macedònia del Nord

Europa neolítica és el període en què la tecnologia neolítica estava present a Europa, aproximadament entre 7000 aC (època aproximada de les primeres societats agrícoles a Grècia) i c. 1700 aC (començament de l'edat del bronze al nord-oest d'Europa). El Neolític se superposa als períodes Mesolític i del bronze a Europa, a mesura que els canvis culturals es van traslladar del sud-est al nord-oest, a raó d'1 km / any. A aquest últim fenomen se l'anomena expansió neolítica.
La durada del Neolític varia d'un lloc a un altre, el seu final marcat per la introducció d'instruments de bronze: al sud-est d'Europa és d'uns 4.000 anys (és a dir, 7000 aC-3000 aC.) mentre que al nord-oest d'Europa és poc menys de 3.000 anys (c. 4500 aC.-1700 aC.). La data inicial depèn de manera directament proporcional a la distància amb la zona de Jericó, des d'on s'expandiren els trets del Neolític al continent europeu.

## Característiques culturals bàsiques

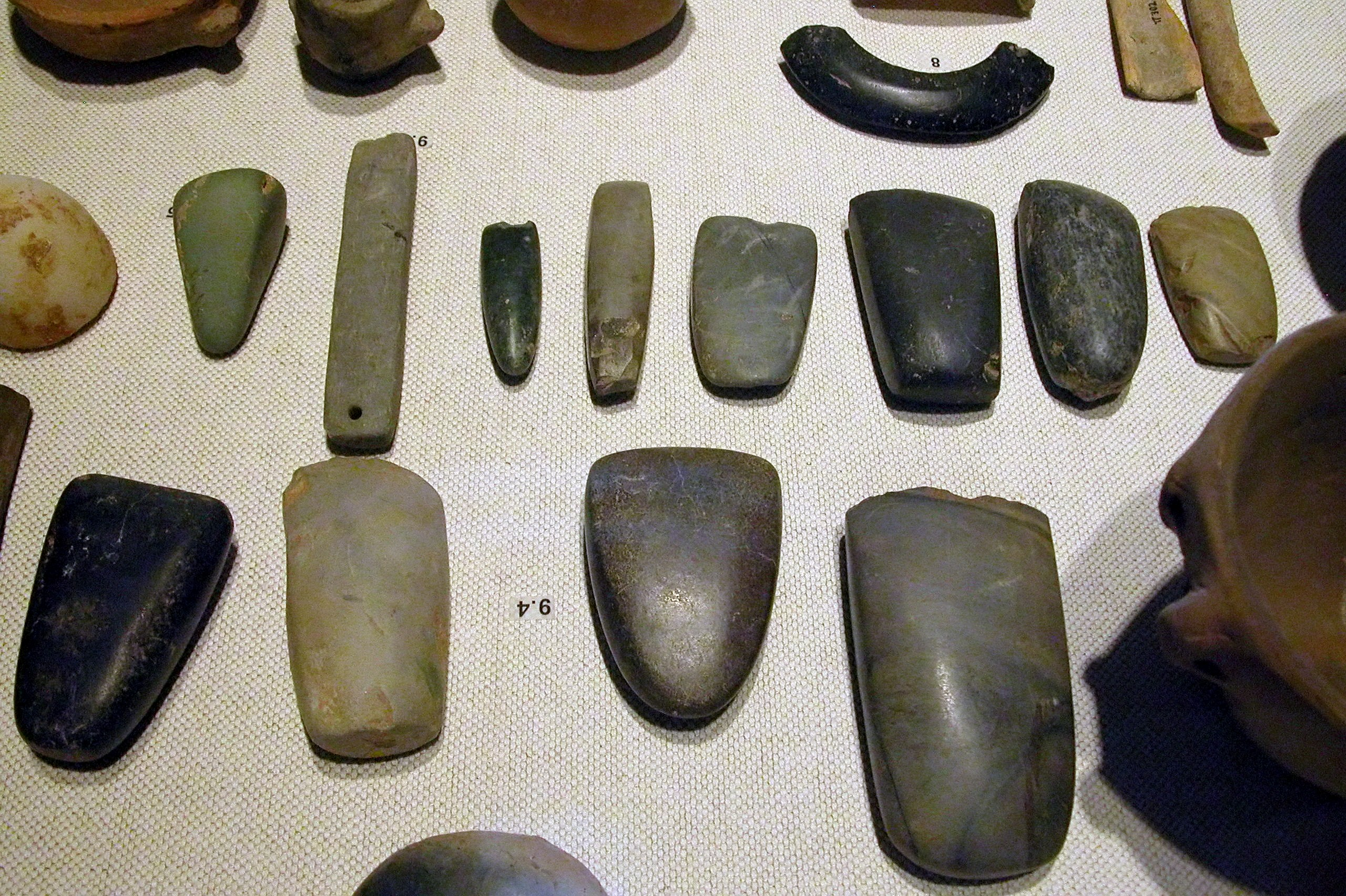
Una sèrie d'artefactes neolítics, incloent polseres, caps de destral, cisells i eines de polit.

L'Europa neolítica és un mosaic de cultures, sovint definides, en allò que és essencial sobre la base de les formes i decoracions de la ceràmica. Aquestes cultures tenen una extensió geogràfica i cronològica molt variable. A més, el Neolític europeu en realitat abasta formes de vida i una organització social molt variades segons els períodes i les regions. Algunes cultures estan marcades pel desenvolupament de pobles molt grans d'agricultors, d'altres corresponen a comunitats que viuen essencialment del pasturatge, mentre que a d'altres, l'agricultura i la ramaderia segueixen sent activitats marginals en comparació amb la caça, la recol·lecció o la pesca.
Independentment de la cronologia específica, molts grups neolítics europeus comparteixen característiques bàsiques, com ara viure en comunitats petites i familiars, subsistir amb plantes i animals domesticats, tot plegat complementat amb la recollida d'aliments vegetals silvestres i amb la caça i la producció de ceràmica feta a mà, és a dir, ceràmica feta sense torn de terrissaire. Les atxes de pedra polida es troben al cor de la cultura neolítica (pedra nova), permetent l'eliminació de boscos per a l'agricultura i la producció de fusta per a habitatges, així com combustible.
Hi ha també moltes diferències, amb algunes comunitats neolítiques del sud-est d'Europa que vivien en assentaments fortament fortificats de 3.000-4.000 persones (per exemple, Sesklo a Grècia), mentre que els grups neolítics a Gran Bretanya eren petits (possiblement entre 50 i 100 persones) i pastors altament mòbils.

## Origen
Els detalls de l'origen, la cronologia, l'organització social, les pràctiques de subsistència i la ideologia dels pobles de l'Europa neolítica s'obtenen de l'arqueologia, i no dels registres històrics, ja que aquestes persones no en van deixar cap. Des de la dècada de 1970, la genètica de la població ha proporcionat dades independents sobre la història de la població de l'Europa neolítica, incloent esdeveniments de migració i relacions genètiques amb els pobles del sud d'Àsia.
Existeix un consens sobre la hipòtesi d'un origen sud-oest asiàtic del Neolític europeu. La majoria dels investigadors també accepten que aquest desenvolupament fou acompanyat, almenys en algunes regions, de migració de la població. El model desenvolupat per Guilaine que es basa, en primer lloc, en les nombroses datacions per carboni 14, suggereix un desenvolupament arrítmic del Neolítc. Hi hauria hagut onades relativament ràpides de progressió del Neolític, seguides en algunes regions per aturades, de vegades de diversos segles, abans de noves fases de progressió. Aquestes fases d'aturada s'expliquen segons l'investigador per una necessària adaptació de les espècies animals i vegetals a diferents ambients abans de poder estendre's a noves regions, per exemple, entre el clima i la vegetació mediterrània i les de l'Europa continental. Per contra, el model de Ammerman i Cavalli-Sforza postula una difusió en una onada més contínua.
Les dades arqueològiques semblaven indicar un procés complex a escala europea i per a la mateixa regió podrien reproduir-se simultàniament diversos models de difusió. També sembla que el paper i el lloc dels últims caçadors-recol·lectors varia molt d'acord amb les regions considerades, de probablement marginal, per exemple, a Grècia o al sud d'Itàlia, · i més aviat central per a, almenys. una part d'Europa del Nord.
En realitat, les dades genètiques sobre l'ADN antic autosòmic han demostrat que una sola població i única població, els EEF (per l'anglès Early Europeans Farmers, "primers agricultors europeus"), genèticament molt a prop dels sards i els europeus dels sud-oest actuals, ·  però originaris de l'antic Orient Pròxim (la població del qual era molt diferent al Neolític amb relació a avui)colonitzaren la major part d'Europa durant el Neolític antic, sia a través de la Mediterrània o la conca del Danubi, gairebé sense barrejar-se amb les poblacions indígenes de caçadors-recol·lectors que simplement foren substituïts (però aquests antics caçadors-recol·lectors que van sobreviure en zones arrelades experimentaran un petit ressorgiment una lleugera barreja amb els EEF en el Neolític mitjà i recent).
Més tard, els indoeuropeus arribaran des de les estepes d'Europa de l'Est durant les edats dels metalls i es barrejaran a tot Europa amb la població d'EEF sorgida del Neolític, la qual cosa donarà lloc als europeus actuals. · 
En aquest model, els actuals europeus del sud s'han mantingut més propers als antics agricultors neolítics de l'antiga població del Pròxim Orient (que era significativament diferent de la població actual de l'Orient Mitjà) i els nord-europeus actuals s'han barrejat de manera més intensa amb els indoeuropeus de les estepes, però tots els europeus actuals comparteixen un patrimoni comú a partir d'aquestes dues poblacions de base. Els antics caçadors-recol·lectors mesolítics, per la seva banda, són responsables només d'una petita part del grup genètic dels europeus actuals.

## Arqueologia

Europa pels volts del 4000-3500 aC.

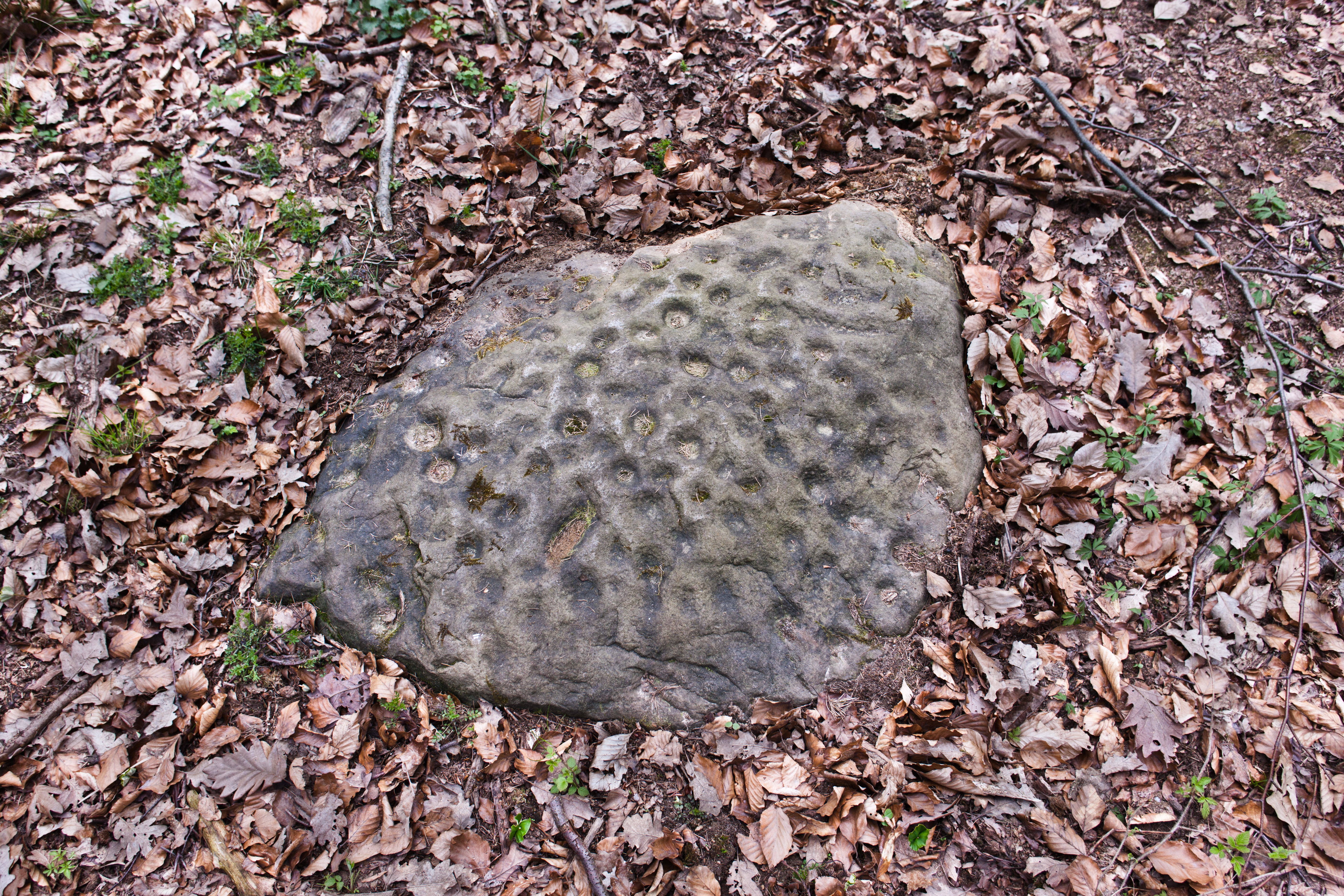
Una pedra utilitzada en rituals neolítics, a Detmerode, Wolfsburg, Alemanya.

Els arqueòlegs creuen que les societats productores d'aliments van aparèixer per primera vegada a la regió llevantina del sud-oest d'Àsia al final de l'últim període glacial al voltant dels 12.000 aC i es van convertir en una sèrie de cultures distintives regionals al mil·lenni VIII aC. Les restes de les societats productores d'aliments a l'Egeu s'han datat amb carboni cap al 6500 aC a Cnossos, la Cova Franchthi i diversos llocs continentals a Tessàlia. Els grups neolítics apareixen poc després als Balcans i al sud d'Europa central. Les cultures neolítiques del sud-est d'Europa (els Balcans i l'Egeu) mostren certa continuïtat amb grups al sud-oest d'Àsia i Anatòlia (per exemple, Çatalhöyük).
Les evidències actuals suggereixen que la cultura del material neolític es va introduir a Europa a través de l'Anatòlia occidental, i que les semblances amb cultures del nord d'Àfrica i les estepes pontíriques es deuen a la difusió fora d'Europa. Tots els jaciments del Neolític a Europa contenen ceràmica, i al sud-oest d'Àsia contenen plantes i animals domesticats: espelta petita, Pisana, ordi, llenties, porcs, cabres, ovelles, i bous. Les dades genètiques suggereixen que no hi ha una domesticació independent dels animals a l'Europa neolítica i que tots els animals domesticats van ser domesticats originalment al sud-oest d'Àsia. L'únic element domesticat no procedent del sud-oest d'Àsia fou el mill, domesticat a l'est d'Àsia. Les proves més primerenques de formatges es remunten al 5500 aC a Kujawy, Polònia.
Els arqueòlegs semblen acceptar que la cultura del Neolític primerenc és relativament homogènia,en comparació tant amb el Mesolític tardà com amb el Neolític posterior. La difusió a Europa, des de l'Egeu fins a la Gran Bretanya, va durar uns 2.500 anys (6500 aC - 4.000 aC). A la regió del Bàltic hi va penetrar una mica més tard, al voltant del 3500 aC, i també hi va haver un retard en la colonització de la plana de Pannònia. En general, la colonització mostra un patró "saltatori", ja que el Neolític avançava des d'un punt de fèrtil sòl al·luvial a un altre, passant per alt les zones muntanyoses. L'anàlisi de les dates per radiocarboni mostra clarament que les poblacions mesolítiques i neolítiques van viure a tocar durant més d'un mil·lenni a moltes parts d'Europa, especialment a la península Ibèrica i a la costa atlàntica.
Amb algunes excepcions, els nivells de població van augmentar ràpidament al començament del Neolític fins que van assolir el màxim possible. Això fou seguit d'un xoc de població de "magnitud enorme" després del 5000 aC, amb nivells restants baixos durant els següents 1.500 anys. Les poblacions van començar a pujar després del 3500 a. C., amb més pujades i pujades que es van produir entre el 3000 i el 2500 aC, però variant la data entre regions. Un estudi de dotze regions europees va descobrir coneguts patrons de cicle econòmic i va suggerir una "causa endògena, no climàtica".

## Genètica
Gairebé tots els arqueòlegs coincideixen que el desenvolupament del Neolític a Europa es deu, almenys en part, i en algunes regions, a la migració d'individus procedents de l'antic Orient Pròxim. No obstant això, la magnitud d'aquests desplaçaments poblacionals i el paper dels darrers caçadors-recol·lectors] s'havia entès malament i donava lloc a grans desacords. La genètica de poblacions és una contribució recent i essencial a aquest debat. Tanmateix, al llarg del seu desenvolupament, aquesta ciència ha produït conclusions que poden variar molt depenent de la metodologia emprada i sobretot de les normes de referència comparables disponibles, per la qual cosa hem d'interpretar aquest tipus de treball amb cura.
Hi ha dues aproximacions diferents per a l'anàlisi genètica de la població neolítica europea. La primera es basa en l'anàlisi de la població actual mitjançant l'anàlisi de la diversitat de gens, per exemple, incloent la distribució dels haplogrups, els investigadors estableixen les suposades dates de migracions de poblacions acenstrals, però aquest mètode, que va ser el més usat Al principi del desenvolupament de la genètica de població, és tanmateix poc fiable, molt subjectiu, i dona lloc a interpretacions contradictòries. La segona aproximació, més recent, es basa en l'anàlisi genètica dels esquelets de les mateixes poblacions neolítiques, un fet possible pel desenvolupament de la paleogenètica. Per a aquest segon enfocament hi ha dos passos principals en l'evolució dels mètodes: el primer mètode es basa en l'ADN mitocondrial, estrictament matrilineal, que és més fàcil de recuperar, i el cromosoma Y, estrictament patrilineal; aquestes porcions molt petites de l'ADN proporcionen els marcadors dels haplogrups, les interpretacions dibuixades són encara subjectives i no sempre consensuades. El segon mètode, finalment, molt més fiable, es basa en l'ADN autosòmic, és a dir, pràcticament tot el genoma humà, gràcies als recents avenços en l'eficiència de la seqüenciació del genoma humà; aquest mètode permet, en certa manera, de proporcionar fiabilitat i precisió per comprendre la identitat i l'origen de les poblacions implicades en les diverses cultures arqueològiques conegudes, i fins i tot d'estimar amb precisió les taxes de barreja, però la petita quantitat de genomes seqüenciats i la falta de referència resultant (identitat genètica d'altres poblacions arqueològicament conegudes que encara no han proporcionat ADN) constitueixen encara una limitació important per a la seva interpretació.

## Llengua
Per definició, no tenim traces directes o indirectes de les llengües parlades pels pobles del Neolític europeu. Alguns paleolingüistes intenten estendre els mètodes de la lingüística comparativa a l'edat de pedra, però aquest enfocament no rep cap suport acadèmic. És possible que a Europa es parlessin diversos idiomes, una mica o gens relacionats entre si (com a l'oest d'Amèrica del Nord abans que hi arribessin els europeus)
El debat sobre les llengües parlades del Neolític a Europa se centra en l'origen de les llengües indoeuropees i en la importància de les llengües preindoeuropees (vegeu la hipòtesi del substrat germànic). En general, se suposa que les primeres llengües indoeuropees van arribar a Europa en l'època del Calcolític o a principis de l'edat del bronze europea, per exemple amb la cultura de la ceràmica cordada, la cultura dels camps d'urnes o la cultura del vas campaniforme (vegeu també la hipòtesi de Kurgan per a debats en relació amb aquest tema). La hipòtesi anatòlica postula l'arribada de les llengües indoeuropees amb l'inici del Neolític. Hans Krahe considera l'antiga hidronímia europea com el rastre més antic de la presència dels indoeuropeus a Europa.
Les teories de les llengües "preindoeuropees" a Europa es basen en proves escasses. La llengua basca és la millor candidata a ser un descendent d'aquesta llengua, però atès que el basc és una llengua aïllada, no hi ha cap evidència comparativa per a bastir aquesta teoria. No obstant això, Theo Vennemann postula una família "bascònica", que suposa que ha coexistit amb un grup "atlàntic" o "semitídic" (és a dir, un grup parasemític). El bascòleg Michel Morvan assenyala que els noms d'animals bascos no són indoeuropeus i, per tant, provenen del Neolític preindoeuropeu. Un altre candidat és una família tirrena que hauria donat origen a l'etrusc i al rètic a l'edat del ferro, i possiblement també llengües egees com el minoic o el pelasg a l'edat del bronze. La llengua original dels ligurs és considerada també com un dels substrats del primitiu indoeuropeu.
Al nord, es creu que es va produir un escenari semblant a l'indoeuropeu amb les llengües uralianes que s'estenien des de l'est. En particular, tot i que les llengües sami, dels indígenes samis, pertanyen a la família uraliana, mostren una considerable influència del substrat, que es pensa que representa una o més llengües originals extingides. S'estima que els samis van adoptat una llengua uràlica fa menys de 2.500 anys. Se sospita que hi ha alguns rastres de les llengües indígenes bàltiques a les llengües baltofineses, però són molt més modestos. També hi ha préstecs primerencs d'idiomes no identificats no indoueuropeus en altres llengües uralianes d'Europa.

## Llista de cultures i llocs
- Mesolític

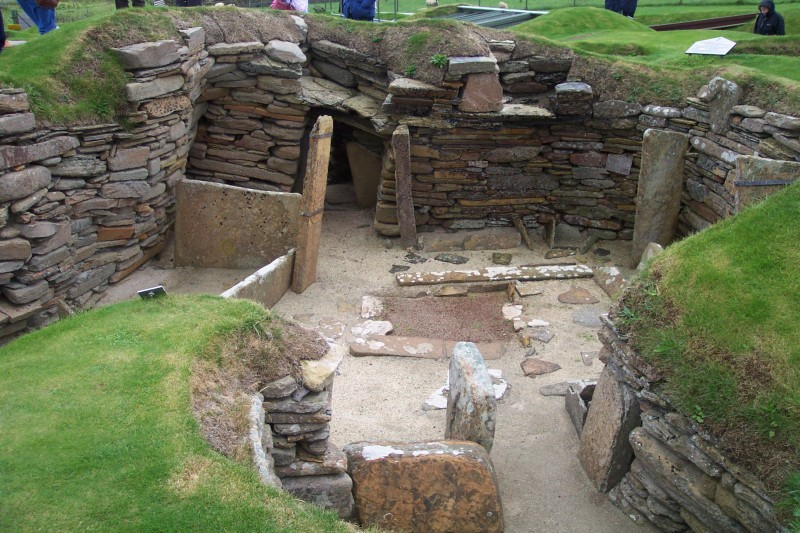
Habitatges excavats a Skara Brae (Orkney, Escòcia), el poble neolític més complet d'Europa.

  - Cultura Lepenski Vir (10è a 7è mil·lenni)
  - Cultura megalítica (8è a 2n mil·lenni)
- Neolític primerenc
  - Cova Franchthi (20è a 3r mil·lenni) Grècia. Primer jaCiment neolític europeu.
  - Sesklo (7è mil·lenni) Grècia.
  - Cultura Starčevo-Criş (Starčevo I, Körös, Criş, Balcans centrals, 7 a 5è mil·lenni)
  - Cultura Dudești (6è mil·lenni)
- Neolític mitjà
  - Cultura de Vinča (6è a 3r mil·lenni)
  - Cultura de la ceràmica de bandes (6è a 5è mil·lenni)
    - Fosses circulars

  - Cultura de la ceràmica cardial (costa mediterrània, 7è a 4t mil·lenni)
  - Cultura de la ceràmica de la pinta (Europa de Nord-est, 6è a 3r mil·lenni)
  - Cultura de Cucuteni (Moldàvia, Ucraïna, Romania, c. 5200 a 3500 aC)
  - Cultura ertebol·liana (Dinamarca, 5è a 3r mil·lenni)
  - Cultura de Cortaillod (Suïssa, 4t mil·lenni)
  - Cultura de Hembury (Gran Bretanya, 5è a 4t mil·lenni)
  - Cultura de Windmill Hill (Gran Bretanya, 3r mil·lenni)
  - Cultura de Pfyn (Suïssa, 4t mil·lenni)
  - Cultura de l'àmfora globular (Europa central, 4t a 3r mil·lenni)
  - Cultura Horgen (Suïssa, 4t a 3r mil·lenni)
- Eneolític (Calcolític)
  - Cultura Lengyel (5è mil·lenni)
  - Una cultura a Europa central va produir arranjaments monumentals de fosses circulars entre el entre el 4800 aC i el 4600 aC
  - Cultura de Varna (5è mil·lenni)
  - Cultura dels vasos d'embut (4t mil·lenni)
  - Cultura de Baden (Europa central, 4t a 3r mil·lenni)
  - Cultura de la ceràmica cordada, coneguda també com a cultura de la destral de combat/guerra o cultura dels sepulcres individuals (Europa Del nord, 3r mil·lenni)
  - Cultura del Gaudo (3r mil·lenni, primera Edat del bronze, a Itàlia)
  - Cultura del vas campaniforme (3r a 2n mil·lenni, primera Edat del bronze)
    - Stonehenge, Skara Brae

### Megalític
Algunes cultures neolítiques esmentades anteriorment són conegudes per construir megàlits. Això es dona principalment a la costa atlàntica d'Europa, però també hi ha megàlits a les illes de la Mediterrània occidental.
- c. 5000 aC: Construccions a Portugal Évora). Sorgiment del Neolític, l'edat de l'agricultura al llarg de les fèrtils ribes d'Europa.
- c. 4800 aC: Construccions a Bretanya (Barnenez) i Poitou (Bougon).
- c. 4000 aC: Construccions a Bretanya (Carnac), Portugal (Lisboa), Espanya (Galícia i Andalusia), França (central i el sud), Còrsega, Anglaterra, Gal·les, Irlanda del Nord (Banbridge) i a d'altres llocs.
- c. 3700 aC: Construccions a Irlanda (Carrowmore i a d'altres llocs).
- c. 3600 a. C.: construccions a Anglaterra (Anells de Maumbury i Godmanchester), i Malta (Ġgantija i Mnajdra).
- c. 3500 aC: Construccions a Espanya (Màlaga i Guadiana), a Irlanda (sud-oest), a França (Arles i al nord), al nord-oest i a Itàlia central (Piemont, Vall d'Aosta, Ligúria i Toscana, illes mediterrànies (Sardenya, Sicília, Malta) i a d'altres llocs del Mediterrani, Bèlgica (nord-est) i Alemanya (centre i sud-oest).
- c. 3400 aC: construccions a Irlanda (Newgrange), Països Baixos (nord-est), Alemanya (nord i central), Suècia i Dinamarca.
- c. 3200 aC: Construccions a Malta (Ħaġar Qim i Tarxien).
- c. 3000 aC: Construccions a França (Saumur), Dordonya, Llenguadoc, Biscaia i la costa mediterrània, Espanya (Los Millares), Bèlgica (Ardenes, i Orkney, així com els primers henges (construccions circulars de terra) a Gran Bretanya.
- c. 2800 aC: Clímax de la cultura megalítica. Cultura dels vasos d'embut a Dinamarca, i construcció del henge a Stonehenge.